# PINK (高口里純の漫画)
『PINK』（ぴんく）は、高口里純によるボーイズラブ漫画作品である。
徳間書店の雑誌「Chara Selection」に1998年から2001年11月号まで連載された。コミックスは徳間書店Chara COMICSより全3巻刊行されている。
のちに『PINK』番外編〜スイッチ〜と題され短編2編が2001年、2002年に同人誌で発表された。のちに電子書籍化された。

## あらすじ
漫画原作者・手島紅緒は、理想的な絵を描く漫画家・卯咲かずとに官能者の漫画の作画を依頼したが相手は高校生だった。性行為に疎い卯咲かずとに手解きをするうちに、二人は親密な関係になってゆく。

## 登場人物
手島 紅緒（てしま べにお）
髪を真っ赤に染めている。27才。漫画原作者。作画担当に理想的な絵を描く卯咲を指名した。卯咲を「ウサギ」と呼ぶ。作家歴7年、週刊誌に一本、月刊誌に二本の連載を持つ。
卯咲 かずと（うさき かずと）
高校生。17才。新人の漫画家。紅緒が原作の官能もの（エロ漫画）を作画する。年に似合わずアダルト路線の絵を描く。柔軟な感性を持っており、紅緒との漫画で要求される性体験を吸収してゆく。性的なものについての知識は少ないが好奇心旺盛。
青木（あおき）
紅緒と卯咲の編集者。
園井 乙（そのい おと）
漫画家。紅緒が原作のハードボイルドものを作画する。同じ原作者の漫画を描いていることで、初め卯咲に嫉妬されるが、アシスタントをしてもらったことで仲良くなる。
卯咲 年雪（うさき としゆき）
卯咲かずとの父親。卯咲の漫画執筆に反対する。過去「卯咲まん丸」のペンネームで劇画漫画家をしていたが、交通事故で右手を傷め漫画家を辞めた。
紅緒にとって卯咲かずと以上に理想の絵柄の持ち主だった。
レイミ
紅緒のセックスフレンド。漫画に活かすために卯咲の初体験の相手として紅緒に呼び出される。
ミホ女王
紅緒のSMプレイの相手。

## 書誌情報
高口里純『PINK』〈徳間書店・Chara COMICS〉全3巻
1. 1999年11月発売、ISBN 978-4199601132
2. 2001年2月発売、ISBN 978-4199601491
3. 2001年11月発売、ISBN 978-4199601729